# Barry Bridges
Barry John Bridges, más conocido como Barry Bridges (Horsford, Norfolk, Inglaterra, 24 de abril de 1941), es un exfutbolista inglés que se desempeñó como delantero en clubes como el Chelsea FC y el Birmingham City. Es el décimo máximo goleador en la historia del Chelsea, al haber marcado 93 goles entre 1958 y 1966.

## Selección nacional
Fue internacional con la Selección de fútbol de Inglaterra en 4 ocasiones y marcó un gol. Debutó el 10 de abril de 1965, en un encuentro del British Home Championship ante la selección de Escocia que finalizó con marcador de 2-2.

## Clubes
| Club                   | País       | Año         |
| ---------------------- | ---------- | ----------- |
| Chelsea FC             | Inglaterra | 1958 - 1966 |
| Birmingham City        | Inglaterra | 1966 - 1968 |
| Queens Park Rangers    | Inglaterra | 1968 - 1970 |
| Millwall FC            | Inglaterra | 1970 - 1972 |
| Brighton & Hove Albion | Inglaterra | 1970 - 1972 |
| Millwall               | Inglaterra | 1972 - 1974 |
| Highlands Park         | Sudáfrica  | 1974 - 1975 |
| St. Patrick's Athletic | Irlanda    | 1976 - 1978 |
| Sligo Rovers           | Irlanda    | 1978        |

## Palmarés

### Campeonatos nacionales
| Título              | Club       | País       | Año     |
| ------------------- | ---------- | ---------- | ------- |
| Football League Cup | Chelsea FC | Inglaterra | 1964-65 |